# 5104 Skripnichenko
5104 Skripnichenko è un asteroide della fascia principale. Scoperto nel 1986, presenta un'orbita caratterizzata da un semiasse maggiore pari a 2,6143378 UA e da un'eccentricità di 0,1154834, inclinata di 14,34838° rispetto all'eclittica.